# Севак, Манасе Киракосович
Манасе Киракосович Севак (Карагезян) (23 декабря 1897 — 23 ноября 1967) — американский биохимик армянского происхождения, член Нью-Йоркской и Армянской академии наук.

## Биография
Манасе Севак родился в Сисе 23 декабря 1897 года. С 1920 года проживал в США, где в 1921 году окончил Йельский университет, в 1929 году — Колумбийский университет Нью-Йорка, защитив научную диссертацию по биохимии. В 1926 году вместе с единомышленниками учредил Американо-армянское научное общество. Специализировался в 1931—1932 годах в Мюнхенском, а в 1932—1934 — в Берлинском университетах. С 1935 по 1966 год, будучи доцентом, работал в отделе микробиологии медицинской школы Пенсильванского университета Филадельфии (с 1946 года — профессор).
В период с 1963 по 1967 год Манасе Севак являлся первым председателем Армянского общества исторических исследований в Филадельфии. С 1952 года действительный член Нью-Йоркской академии наук и ряда других научных организаций. С 1960 года — иностранный член академии наук Армянской ССР.
Скончался 23 ноября 1966 года в Филадельфии.

## Научная деятельность
Основные направления исследований — вопросы микробиологии и биохимии, обмена нуклеиновых кислот и белковых соединений, разработка методов получения и очистки указанных соединений с помощью хлороформа.

## Награды
- премия Тиграна Кабакчяна американо-армянского студенческого сообщества (1965)[2].